# Saison 3 des Griffin
Chronologie
Saison 2 Saison 4
La troisième saison de la série d'animation Les Griffin est initialement diffusée aux États-Unis sur le réseau Fox du 11 juillet 2001 au 9 novembre 2003, et se compose de vingt-deux épisodes. Elle est diffusée en France du 5 décembre au 21 décembre 2002 sur Canal+ en clair. La série se centre sur la famille instable des Griffin — le père Peter, la mère Lois, la fille Meg, le fils Chris, le bébé Stewie et leur chien anthropomorphe Brian, résidents de la ville fictive de Quahog. Dans la version originale, la série présente les voix de Seth MacFarlane, Alex Borstein, Seth Green, et Lacey Chabert dans le rôle de la famille Griffin. Les producteurs exécutifs de cette saison incluent David Zuckerman et MacFarlane.

## Épisodes
| No. de série | No. dans la saison | Titre                                                                    | Réalisation                                 | Scénario                                                            | Date de diffusion (FOX) | Date de diffusion (Canal +) | Date de diffusion (Télétoon) | Code prod. |
| --- | ------------------ | ------------------------------------------------------------------------ | ------------------------------------------- | ------------------------------------------------------------------- | ----------------------- | --------------------------- | ---------------------------- | ---------- |
| 29 | 1                  | Le Bouledrogue The Thin White Line                                       | Glen Hill                                   | Steve Callaghan                                                     | 11 juillet 2001         | Inconnue                    | Inconnue                     | 2ACX17     |
| Brian s'ennuie tellement qu'il en déprime. Son psy lui conseille de faire du bénévolat pendant que la société de Peter organise un pique-nique pour faire oublier les morts dues au surmenage. Brian se voit proposer d'entrer dans la brigade des stupéfiants à cause de son odorat. Il y fait merveille mais de la cocaïne inhalée accidentellement le rend junkie en un rien de temps. Peter lui gagne une semaine de congés payés et la famille se prépare à partir aux Bahamas. Visiblement drogué, Brian se fait renvoyer et les Griffin se rendent compte du problème et il accepte de suivre un traitement, mais Peter squatte la clinique en constatant qu'il s'agit d'un établissement de luxe. Peter entraine Brian à faire une mauvaise blague aux ados enceintes, ce qui provoque le départ prématuré de Brian du centre. Marqué par son expérience, Brian quitte la famille pour se construire une nouvelle vie. |                    |                                                                          |                                             |                                                                     |                         |                             |                              |            |
| 30 | 2                  | Le Bouge et le noir Brian Does Hollywood                                 | Gavin Dell                                  | Gary Janetti                                                        | 18 juillet 2001         | Inconnue                    | Inconnue                     | 2ACX20     |
| Peter se souvient de son meilleur souvenir avec Brian qui prétend dans un courrier avoir percé à Hollywood alors qu'il n'est que serveur. La famille profite d'un casting pour une émission californienne pour avoir l'occasion d'aller à Los Angeles. Stewie espère gagner pour utiliser ses nouvelles lunettes hypnotiques sur les téléspectateurs. Brian désespère de devoir dire la vérité quand son cousin homo Jasper, chez qui il loge, lui indique une place de réalisateur vacante. Brian s'aperçoit après avoir invité les Griffin à venir le voir travailler qu'il s'agit en fait d'un film porno et il les renvoie sans ménagement pour préserver son secret. Stewie passe lui à la télé mais se fait piquer ses lunettes par l'animateur qui tire la couverture à lui. Brian se sent coupable mais son moral remonte quand il apprend qu'il est nommé aux Oscars du porno. Les Griffin débarquent à la soirée, avertis par Jasper. Brian comprend que tout ce dont il a besoin est sa famille. Il revient donc heureux à la maison, le premier prix du porno en poche. |                    |                                                                          |                                             |                                                                     |                         |                             |                              |            |
| 31 | 3                  | Pas de fumée sans vieux Mr. Griffin Goes to Washington                   | Brian Hogan                                 | Ricky Blitt                                                         | 25 juillet 2001         | Inconnue                    | Inconnue                     | 2ACX11     |
| Lois s'éveille d'un cauchemar. Peter décide d'emmener ses enfants au stade pour l'ouverture de la saison de baseball, mais il se fait surprendre par son patron alors qu'il s'est fait porter pâle. Alors qu'il s'attend à être viré, Peter apprend que la société est rachetée par le conglomérat du Tabac qui veut inciter les enfants à fumer. Lois est outrée mais Peter se laisse embobiner par une place de président de la société, dont les avantages profitent à toute la famille au grand désarroi de Brian qui décide d'arrêter de fumer pour protester, ce qui lui porte rapidement sur les nerfs. La compagnie est cependant inquiète des nouvelles lois anti-tabac et envoie Peter défendre ses intérêts. Lois change d'avis au sujet des avantages en constatant que Stewie s'est mis à fumer, et part pour Washington faire entendre raison à Peter. Ce dernier hésite mais entendant Stewie tousser, il tourne casaque et fait voter une amende qui coule le conglomérat. la famille repart heureuse pour Quahog, et Brian peut recommencer à fumer sereinement. |                    |                                                                          |                                             |                                                                     |                         |                             |                              |            |
| 32 | 4                  | À nous les petits anglais One If By Clam, Two If By Sea                  | Dan Povenmire                               | Jim Bernstein et Michael Shipley                                    | 1er août 2001           | 5 décembre 2002             | Inconnue                     | 2ACX19     |
| La ville de Quahog est sous la menace d'un ouragan. La ville subit de gros dégâts mais le pire est que la Palourde Bourrée est détruite, et l'établissement qui le remplace est un Pub à l'anglaise, ce qui révulse Peter et ses amis. Pour ne rien arranger, le patron est aussi le nouveau voisin de Peter. La bande se cherche un nouveau bar mais leur échec les pousse à passer à l'action et à tenter d'expulser les Anglais. Peter est suspecté d'incendie volontaire après que l'établissement ait brûlé et que leur étendard ait été trouvé sur place. La bande est envoyée en prison où Joe retrouve un homme qu'il a envoyé derrière les barreaux. Stewie lui s'obstine à donner des cours de diction à sa nouvelle petite voisine pour rabattre le caquet à Brian qui doute de ses qualités de linguiste. Lois découvre alors que le propriétaire du Pub a assuré son établissement juste avant l'incendie et arrive à lui faire cracher le morceau en présence de l'assureur. La bande à Peter est libérée et la Palourde Bourrée rouvre enfin pendant que le tenancier du Pub est pendu en place publique et que sa fille écrit à Stewie qu'elle tuera Lois pour se venger, ce qui ravit le garçonnet. |                    |                                                                          |                                             |                                                                     |                         |                             |                              |            |
| 33 | 5                  | La Rançon de la poire And the Wiener is...                               | Bert Ring                                   | Mike Barker et Matt Weitzman                                        | 8 août 2001             | 6 décembre 2002             | Inconnue                     | 2ACX22     |
| La famille profite avec joie des sports d'hiver. Meg postule aux pompoms-girls mais doit se contenter des majorettes. Peter lui est heureux d'avoir encore battu Chris au patin à glace et à d'autres jeux idiots. Meg se donne à fond sur le terrain mais elle est humiliée par les pompom-girls. Peter découvre au sauna que Chris est monté comme un cheval, ce qui le rend jaloux. Meg tente d'être gentille avec ses ennemies pour se les mettre dans la poche pendant que Peter essaye de compenser de différentes façons sa névrose du petit sexe. Meg est contente que les conseils de sa mère aient porté leurs fruits mais elle est dubitative quand elle apprend que Lois a en fait pour but d'humilier plus fortement les pétasses qui ont jeté de la viande avariée sur sa fille. Peter rejoint un club de tir, toujours pour compenser, et pousse Chris à l'accompagner à une chasse. Meg refuse le plan de sa mère mais change d'avis quand elle se fait humilier une seconde fois. Lois lâche alors Quagmire dans la maison en représailles. Chris sauve son père d'un ours affamé, ce qui réconcilie les deux rivaux. |                    |                                                                          |                                             |                                                                     |                         |                             |                              |            |
| 34 | 6                  | Le mort râle Death Lives                                                 | Rob Renzetti                                | Mike Henry                                                          | 15 août 2001            | 7 décembre 2002             | Inconnue                     | 2ACX21     |
| Meg et Chris cherchent un cadeau pour l'anniversaire de mariage de leurs parents. Peter lui veut aller au golf en cachette et entraîne Lois à une chasse au trésor tordue pendant qu'il joue. Mais la foudre frappe Peter qui se retrouve entre la vie et la mort. La Mort révèle alors à Peter qu'il mourra deux ans après que Lois le plaquera. Peter lui ne peut regagner son corps que quand il aura appris une leçon importante sur son couple. Pour ce faire, la Mort lui montre des moments importants de son passé. Énervée par sa mère, la Mort veut renvoyer Peter dans son corps sans l'aider mais Peter lui échange l'information pour sauver son couple contre des cours de drague pour se trouver une fille. La Mort confie à Peter qu'il a déjà quelqu'un en vue et ce dernier arrive à lui arranger un rencard. Lois elle apprend que Peter l'a roulée pendant que ce dernier comprend enfin qu'il doit plus s'occuper de sa femme, qu'il calme en lui faisant un cadeau très romantique. La Mort elle regrette son rencard et provoque le trépas de sa dulcinée qui lui portait finalement sur les nerfs. |                    |                                                                          |                                             |                                                                     |                         |                             |                              |            |
| 35 | 7                  | Larmes fatales Lethal Weapons                                            | Brian Hogan                                 | Chris Sheridan                                                      | 22 août 2001            | 10 décembre 2002            | Inconnue                     | 2ACX18     |
| La ville de Quahog subit l'invasion annuelle des new-yorkais venus admirer les couleurs automnales. Peter tente de faire fuir les touristes mais seule Lois arrive à se faire respecter grâce à ses cours d'arts martiaux. Elle se voit proposer des cours d'un niveau plus élevé et accepte quand Peter lui porte une fois de plus sur les nerfs. Mais Lois a du mal à gérer sa nouvelle agressivité. Peter en profite pour provoquer des new-yorkais que Lois se charge d'avoiner copieusement avant de les renvoyer chez eux. Lois se lâche jusqu'à défier son professeur lors d'une exhibition et prend la liberté d'imposer à Peter des rapports sexuels moins conventionnels qu'à l'habitude. Elle se rend compte du problème quand Stewie devient lui aussi violent envers son père et son pédopsychiatre. La thérapie de groupe ne donne rien et Brian est contraint de mettre toute la famille sous tranquillisants mais la situation dégénère quand il avoue que ce n'était qu'un placebo et tout le monde se massacre avec entrain, ce qui purge finalement toute l'agressivité refoulée. |                    |                                                                          |                                             |                                                                     |                         |                             |                              |            |
| 36 | 8                  | Haro sur le bidon The Kiss Seen Around the World                         | Pete Michels                                | Mark Hentemann                                                      | 29 août 2001            | 11 décembre 2002            | Inconnue                     | 3ACX02     |
| Les Griffin investissent un magasin de jouets pour offrir son premier tricycle à Stewie. Meg tombe amoureuse du présentateur télé venu faire un reportage sur un professeur arrêté en classe. Pour se rapprocher de son amour, Meg postule à un stage au sein de la chaîne. Elle est engagée car elle est la seule à ne pas faire d'ombre physiquement à la présentatrice. Mais Meg est vexée de partager son poste avec Neil qu'elle espérait éviter car il a des vues sur elle. Neil découvre la passion de Meg pour le présentateur et tente d'attirer son attention. Stewie lui se fait piquer son tricycle par la petite brute locale. Meg et Neil sont envoyés faire leurs preuves sur les lieux d'une prise d'otages où ils se font mettre en joue avant que le tueur ne se fasse capturer. Meg est ulcérée de voir que Neil a filmé et diffusé leur baiser échangé croyant qu'ils allaient mourir. Stewie veut porter plainte mais il n'arrive pas à se faire entendre par les flics. Meg touche le fond en voyant que le baiser volé est devenu un t-shirt qui a beaucoup de succès. Mais le pire arrive quand ses parents invitent les parents de Neil, histoire de mieux faire connaissance. Stewie lui capture la petite brute et se prépare à le torturer pour qu'il rende le vélo mais Lois retrouve le tricycle. Meg se venge de Neil en l'humiliant dans son reportage pour bien faire comprendre qu'il lui est indifférent. Mais ce dernier le prend mal et tente de se suicider. Meg lui sauve la vie et arrive enfin à lui faire comprendre qu'il ne l'intéresse pas. |                    |                                                                          |                                             |                                                                     |                         |                             |                              |            |
| 37 | 9                  | Mes rames et mes vieux Mr. Saturday Knight                               | Michael DiMartino                           | Steve Callaghan                                                     | 5 septembre 2001        | 12 décembre 2002            | Inconnue                     | 3ACX04     |
| Peter participe à la journée de découverte des métiers mais se fait humilier par un élève à cause de son travail non qualifié. Lois pousse Peter à inviter son patron afin d'obtenir une promotion. Malheureusement ce dernier meurt étouffé par un pain au cours du repas. L'usine est démolie suivant les dernières volontés du défunt et Peter se retrouve au chômage. Il cherche du travail mais ses premiers essais ne sont pas concluants. Peter commence même une carrière de prostitué mais Lois y met vite un terme. Elle lui rappelle son rêve de toujours, incarner un jouteur au festival médiéval. Peter s'entraîne dur mais se fait draguer par la petite amie du Chevalier Noir, la star du show, qui renvoie Peter. Vexé, Peter finit par défier le Chevalier en public. Peter gagne en faisant croire que la voiture du Chevalier s'est fait embarquer par le fourrière, ce qui déconcentre son adversaire. |                    |                                                                          |                                             |                                                                     |                         |                             |                              |            |
| 38 | 10                 | Un poisson nommé Peter A Fish Out of Water                               | Bert Ring                                   | Alex Borstein et Mike Henry                                         | 19 septembre 2001       | 13 décembre 2002            | Inconnue                     | 3ACX05     |
| Peter déprime au chômage, ce qui de plus empêche Meg de partir en vacances. Lois entraîne la famille en weekend à la mer, ce qui pousse Peter à tenter une carrière de pêcheur professionnel. Il achète un chalutier aux enchères de la police. Peter fait un emprunt douteux pour payer le bateau pendant que Lois et Meg font une thalassothérapie entre filles. Mais il doit faire face à la concurrence locale. De retour de sa première campagne, Peter découvre les clauses de l'emprunt qui ne lui laissent que deux jours pour rembourser. Lois fait une surprise à sa fille en l'emmenant à une fête d'étudiants. Peter fait face à l'emménagement prématuré des nouveaux propriétaires de la maison car la banque est persuadée que Peter ne remboursera jamais à temps. Lois elle s'éclate comme une bête au grand dam de Meg. Peter est alors mis au défi de tuer le poisson carnivore géant local pour payer ses dettes avant que Lois n'apprenne tout ce qui s'est passé. Meg se détend enfin mais se fait arrêter par la police après avoir montré ses seins au public de la fête. Lois organise une évasion rapide qui montre sa grande habitude de la chose. Peter reçoit l'aide de sa bande pour pêcher le poisson dont ils découvrent l'antre. Peter tue la créature mais découvre qu'il s'agit d'un robot, créé par la première de ses victimes qui a monté une affaire de merchandising autour de cette créature. Peter reçoit assez d'argent en échange de son silence pour régler ses dettes. |                    |                                                                          |                                             |                                                                     |                         |                             |                              |            |
| 39 | 11                 | Émission impossible Emission Impossible                                  | Peter Shin                                  | Dave Collard et Ken Goin                                            | 8 novembre 2001         | 14 décembre 2002            | Inconnue                     | 3ACX01     |
| Lois part chez sa sœur sur le point d'accoucher avec Peter et envoie les enfants chez Quagmire pour qu'il les garde. Le pédiatre se trompe de boite et s'injecte accidentellement un tranquillisant et c'est Peter qui doit finir l'accouchement de sa belle-sœur. La naissance de son neveu donne à ce dernier l'envie d'avoir un autre enfant, ce dont Lois est d'accord, mais pas Stewie qui fait une crise de jalousie et jure d'empêcher la conception. Il s'interpose entre ses parents feignant un cauchemar, puis veut fait croire à Lois que Peter a une maitresse. Il prend la place de son père grâce à un robot à l'effigie de Peter, mais il est ejecté par la fenêtre. Stewie sort son dernier atout, un vaisseau miniaturisé avec lequel il veut dégommer les spermatozoïdes de son père. Il commence sa sale besogne avec plaisir et retrouve Bertram, sa gamète jumelle. Stewie l'épargne quand il apprend que son rêve est aussi de tuer Lois et décide d'aider à sa conception. Stewie doit cependant sortir en catastrophe avant de reprendre sa taille normale. Mais Lois change d'avis en raison du surcroît de charge que lui apporterait un quatrième enfant. Peter part se masturber pour se calmer mais Stewie est ravi de voir que Bertram s'est méfié et n'est finalement pas sorti. |                    |                                                                          |                                             |                                                                     |                         |                             |                              |            |
| 40 | 12                 | Aux dames, citoyens To Live and Die in Dixie                             | Dan Povenmire                               | Steve Callaghan                                                     | 15 novembre 2001        | 17 décembre 2002            | Inconnue                     | 3ACX09     |
| Chris se fait inviter à une fête d'anniversaire par une fille qui lui plait. Mais il vaporise accidentellement le parfum dans les yeux de son amie qui le chasse. Il assiste à un braquage et identifie le coupable mais Peter lâche le nom de son fils au malfrat qui s'évade. Le FBI force la famille à déménager pour la protection de Chris et tous partent pour l'Alabama emménager dans une ruine. Le voisinage n'est guère avenant mais Chris se fait un ami, Sam. Peter lui s'adapte à la façon locale de conduire, très sport... Sam montre à Chris les merveilles du coin pendant que son père prend le seul emploi disponible, chef de la police, pour passer la journée à se murger en compagnie de Brian. Chris est surpris quand Sam lui roule un patin, ce qui le trouble beaucoup. Le FBI donne stupidement au voleur la nouvelle adresse de Chris qui découvre que Sam est en fait une fille, ce qui le soulage beaucoup. Lois apprend que le FBI a gaffé et Peter ne peut demander de l'aide depuis qu'il a gâché la commémoration de la guerre de Sécession. Peter arrive à temps pour aider Chris. Le criminel se fait abattre par un fermier et la famille peut rentrer chez elle au grand dam de Chris qui doit laisser son amie. |                    |                                                                          |                                             |                                                                     |                         |                             |                              |            |
| 41 | 13                 | Glandeur et décadence Screwed The Pooch                                  | Pete Michels                                | Dave Collard et Ken Goin                                            | 29 novembre 2001        | 18 décembre 2002            | Inconnue                     | 3ACX08     |
| Brian se rend au parc ou il regrette de ne pas pouvoir se comporter comme un chien normal. Peter cherche à se lier avec son beau-père. Il essaye pour ce faire de se cultiver pour l'impressionner. La famille surprend Brian à se masturber aux WC. Il accepte de suivre Peter pour passer un week-end à se détendre et oublier ses pulsions. Malgré ses efforts, Peter se fait jeter du club mais Lois lui obtient une dernière chance pour participer à une partie de poker ou il fait des ravages en provoquant la défaite de Ted Turner. Peter gagne l'affection de son beau-père mais Brian gâche tout en se tapant Brise Marine, la chienne de course de ce dernier, qui tombe enceinte de surcroît. Brian enlève la chienne et la protège avec l'aide de Lois mais ils sont repérés et la police entoure le motel et récupère Brise Marine. Brian entends bien pouvoir élever ses chiots et poursuit le père de Lois au tribunal. Ce dernier corrompt Peter et lui offre de rejouer avec lui s'il témoigne contre Brian. Peter n'a pas la force de mentir au détriment de son ami. Le tribunal lui accorde la garde à condition qu'il se fasse castrer. Brian accepte le deal mais Lois interrompt l'opération quand il est clair à la naissance des chiots que le père de Lois est le vrai géniteur zoophile. |                    |                                                                          |                                             |                                                                     |                         |                             |                              |            |
| 42 | 14                 | Notre père qui est trop vieux Peter Griffin: Husband, Father... Brother? | Scott Wood                                  | Mike Barker et Matt Weitzman                                        | 6 décembre 2001         | 19 décembre 2002            | Inconnue                     | 3ACX06     |
| Peter assiste au match de basket ou Chris officie en tant que porteur de serviettes. Stewie lui tente de percer le secret de la force de persuasion des pompomgirls. Chris est séduit par la culture hip-hop et s'exprime de plus en plus en argot. Stewie use de son charme pour infiltrer le groupe des pompomgirls. Peter décide de parler à Chris de ses ancêtres irlandais mais en faisant des recherches, il se découvre un ancêtre esclave noir, Nate Griffin. Peter explore la culture black mais ses maladresses ne manquent pas. Les parents de Lois éduquent leurs petits-enfants quant à leurs ancêtres riches mais Peter découvre que son ancêtre Nate fut leur propriété. Stewie s'infiltre dans le vestiaire des filles pour percer leur secret et décide d'intégrer leur chorégraphie pour voler le pouvoir de persuasion de la pyramide humaine. Peter obtient de son beau-père 20 000 dollars de dédommagement et consacre l'argent à redécorer le salon en maison de Pee-Wee Hermann, ce qui ne ravit pas la communauté Noire qui s'attendait à une part du gâteau et qui exclut Peter de ses rangs. Ce dernier a une vision de son ancêtre qui lui confie avoir profité de sa condition pour s'envoyer en l'air avec les membres féminins de la famille esclavagiste, histoire de compenser. Stewie se déguise pour remplacer une des filles mais la pyramide s'écroule et Peter profite du temps mort pour distribuer le reliquat de l'argent au public. |                    |                                                                          |                                             |                                                                     |                         |                             |                              |            |
| 43 | 15                 | À vos marques! Prêts! Trichez! Ready, Willing, and Disabled              | Andi Klein                                  | Alex Barnow et Marc Firek                                           | 20 décembre 2001        | 20 décembre 2002            | Inconnue                     | 3ACX07     |
| Les Griffin participent à un lavage de charité en faveur d'un voisin qui a besoin d'une greffe d'organe. Mais la recette est volée par un malfrat que Joe poursuit. Il récupère l'argent mais le bandit s'échappe, laissant Joe déprimé. Chris et Meg trouvent un peu d'argent perdu et mettent des affiches en place pour en retrouver le propriétaire. Joe pense démissionner de la police mais Peter le pousse à participer aux Jeux Olympiques pour handicapés pour lui remonter le moral. Chris ne fait pas confiance à Meg pour garder l'argent et Brian s'empare des billets pour régler la dispute. Joe participe au décathlon et prend rapidement la tête du concours. Stewie lui essaye de piquer l'argent à Brian. Joe rate l'épreuve de saut en longueur et doit gagner la dernière épreuve pour obtenir l'or, ce qui l'inquiète. Peter lui fait la leçon et le dope en cachette pour lui assurer le succès. Joe est heureux de sa victoire et se voit même proposer des contrats publicitaires, ce qui rend Peter jaloux. Brian en a assez d'être suspecté de vouloir garder l'argent et laisse les enfants se déchirer pour sa possession. Peter se fait passer pour un handicapé pour avoir des contrats et un téléfilm à sa gloire. Mais son échec le rend amer d'autant plus que Joe oublie Peter dans ses remerciements. Peter lâche le morceau et Joe est couvert de honte. Après une nuit passé à se battre, les enfants doivent rendre l'argent à son propriétaire. Lois pousse Peter à reparler à Joe qui identifie le propriétaire de l'argent rendu comme étant le voleur qui lui a échappé. Il arrive cette fois à l'arrêter et reprend son poste de policier. |                    |                                                                          |                                             |                                                                     |                         |                             |                              |            |
| 44 | 16                 | Petit pépé Noël A Very Special Family Guy Freakin' Christmas             | Brian Hogan                                 | Danny Smith                                                         | 21 décembre 2001        | 21 décembre 2002            | Inconnue                     | 2ACX03     |
| C'est Noël. Lois pense faire de Stewie le Jésus de la crèche que Peter démolit en conduisant complètement bourré. Peter est chargé de ramener le sapin et coupe celui des voisins pour gagner du temps. Joe déprime en période des fêtes car il a perdu l'usage de ses jambes à cette période de l'année. Peter rejoint sa bande pour se biturer mais Joe le désigne pour rester sobre et les conduire. Stewie est fasciné par l'histoire du père Noël et de sa faculté à surveiller les enfants en permanence. La bande à Peter fait des tours mais Peter ne profite pas de la soirée, devant rester sobre. Stewie fait un cauchemar ou il est réduit en esclavage par le Père Noël. Peter s'aperçoit qu'il a donné tous les cadeaux de la famille aux services sociaux alors qu'un seul paquet leur était destiné. Lois se fait une raison en pensant au bonheur accidentellement répandu et entraîne Peter à des courses de dernière minute pour remplacer les cadeaux perdus. Stewie est stupéfait de retrouver le père Noël au centre commercial. Il passe un deal avec ce dernier, lui commandant du plutonium en échange du rôle de Jésus à la crèche. Un incendie se déclare dans la maison et Brian tente de l'éteindre en limitant les dégâts mais une mauvaise chute l'assomme. La maison est sauvée mais la dinde est carbonisée. Lois ne se départ pas de son calme mais pète un câble quand elle se trouve en manque d’essuie-tout. Elle part dévaster le sapin de la ville pour se détendre. Peter fait donner le spectacle de Noël pour calmer sa femme. Voir Stewie en Jésus satisfait Lois qui reçoit cependant un tir de fusil tranquillisant qui la met HS pour la soirée. Stewie reçoit lui le plutonium dont il rêvait, lui confirmant la réalité de l'existence d'un père Noël aux tendances totalitaires. |                    |                                                                          |                                             |                                                                     |                         |                             |                              |            |
| 45 | 17                 | Brian bave, Peter trinque Brian Wallows and Peter's Swallows             | Dan Povenmire                               | Allison Adler                                                       | 17 janvier 2002         | Inconnue                    | Inconnue                     | 3ACX03     |
| Brian drague une femme mais le degré d'intelligence de cette dernière n'est pas à la hauteur de ses espérances. Lois le pousse à être moins exigeant pour son propre bien. Regardant "Grizzli Adams", Peter décide de se laisser pousser la barbe pour avoir plus d'assurance. Brian se fait arrêter pour conduite en état d'ivresse et passe en jugement. Il est condamné à 100 heures de travail d'intérêt général et doit aider Pearl, une vieille femme qui l'exploite sans vergogne. Peter découvre un nid d'oiseau dans sa barbe. Comme il s'agit d'une espèce en danger, il doit garder le nid jusqu'à l'éclosion, ce qui lui pose quelques problèmes au moment de manger. Il essaye de s'en débarrasser mais l'oiseau s'accroche jusqu'à l'éclosion des œufs. Il s'attache aux oisillons et décide de les élever après le départ de la mère. Brian lui découvre que la vieille femme est une ancienne gloire de Hollywood qui a quitté la profession car son talent n'était pas reconnu à sa juste valeur. Il sauve Pearl du suicide et lui rend le goût de la vie, se liant d'amitié avec elle. Mais Pearl se fait renverser et se retrouve à l'hôpital dans un état grave. Pour optimiser le temps qui lui reste, Brian la branche sur un casque de réalité virtuelle ou ils passent une vie à se connaître, à se courtiser et à s'aimer avant qu'elle ne meure. Peter lui voit avec tristesse les oisillons s'envoler. - Anecdotes: Dans cet épisode, diffusé aux États-Unis le 17 janvier 2002, les tours jumelles du World Trade Center sont visibles. |                    |                                                                          |                                             |                                                                     |                         |                             |                              |            |
| 46 | 18                 | Les zéros sont crevés From Method to Madness                             | Bert Ring                                   | Mike Barker et Matt Weitzman                                        | 24 janvier 2002         | Inconnue                    | Inconnue                     | 3ACX11     |
| Brian assiste au one-man-show médiocre d'un ami et décide de prendre des cours de comédie. Peter sauve la vie d'un inconnu qui allait se noyer. Ce dernier l'invite à un repas et les Griffin se rendent compte que la famille de ce dernier est naturiste. Stewie encourage Brian mais son audition ne se passe pas bien. Stewie le défend si bien face au jury qu'il est sélectionné pour suivre les cours. Meg retrouve Jeff, le fils naturiste avec qui elle s'entend bien. Peter et Lois défendent à Meg de revoir Jeff, ce que Meg déplore fortement. Stewie apprend cependant qu'il est sur le point d'être renvoyé car son talent est trop limité. Stewie fait un duo avec Olivia, une fille aussi sur la sellette pour sauver sa place dans le cours. Ils se montrent si talentueux ensembles que les deux partent en tournée dans les maisons de retraite du coin, mais leur mauvais caractère refait vite surface. Peter et Lois regrettent leur décision et invitent Jeff pour une soirée jeux. Stewie et Olivia finissent par se battre sur scène et le duo se sépare. La carrière solo de Stewie ne décolle pas alors qu'Olivia vole de succès en succès et part pour Hollywood. Stewie finit à l'asile où Brian vient le chercher. |                    |                                                                          |                                             |                                                                     |                         |                             |                              |            |
| 47 | 19                 | Une figure des colles Stuck Together, Torn Apart                         | Michael DiMartino                           | Mark Hentemann                                                      | 31 janvier 2002         | Inconnue                    | Inconnue                     | 3ACX10     |
| Les Griffin font leurs courses et Peter pille le rayon des échantillons gratuits. Lois retrouve Ross, un ami de fac pendant que Stewie et Brian se retrouvent collés l'un à l'autre par de la colle industrielle, et doivent attendre deux semaines la livraison du solvant. Lois voudrait revoir son ami mais elle a peur de la jalousie de Peter. Elle décide de passer outre. Peter est invité par sa bande à se joindre à une tournée avec le véhicule high-tech de la police. Ils surprennent Lois en train de manger avec Ross. Peter décide de revoir ses ex pour rendre Lois jalouse, mais toutes ses anciennes conquêtes sont soit tarées, soit lesbiennes. Lois décide de voir un conseiller conjugal car elle ne supporte plus la jalousie de son mari. Le conseiller suggère que le couple prenne du recul en voyant d'autres gens pendant une période et qu'ils se séparent pendant ce temps là. Quagmire tente sa chance avec Lois pendant que Peter déprime car il a perdu la main question drague. Le solvant est enfin arrivé mais Stewie et Brian décident de continuer à se tenir la main, trouvant le contact très agréable. Lois et Peter se retrouvent par hasard dans le même restaurant mais Lois devient jalouse en voyant Jennifer Love Hewitt céder aux charmes de Peter. Lois comprend enfin ce que ressent son mari et se remet avec lui. On apprend dans cet épisode que la forme de la tête de Stewie est due à une blessure contractée lorsqu'il s'est cogné au plafond de la chambre à coucher alors qu'il sautait sur le lit. |                    |                                                                          |                                             |                                                                     |                         |                             |                              |            |
| 48 | 20                 | Robin des noix Road To Europe                                            | Dan Povenmire                               | Daniel Palladino                                                    | 7 février 2002          | Inconnue                    | Inconnue                     | 3ACX13     |
| Stewie est devenu accro à une émission enfantine. Peter apprend que KISS va donner une série de concerts dans la région et se prépare à la fiesta. Brian est chargé de veiller sur Stewie mais ce dernier est parti pour Londres retrouver les coulisses de son émission favorite. Brian arrive à embarquer clandestinement dans l'avion mais ce dernier décolle avant qu'ils n'en descendent. Stewie se rend compte qu'il s'est trompé d'avion et les compères se retrouvent au Moyen-Orient. Brian vole un chameau pour traverser le désert mais l'animal meurt de fatigue près d'un hôtel. Peter s'éclate au festival KISS. Brian et Stewie piquent une montgolfière et traversent la Méditerranée avec. Lois fait un impair au festival en se trompant dans les paroles et le groupe, meurtri, se sépare à la grande fureur de Peter. Arrivé en Italie, Stewie force Brian à passer par Londres. Lois admet n'avoir jamais été une grande fan de KISS, qu'elle écoute pour faire plaisir à Peter. Sur le chemin du retour, dans un restaurant, Lois se rend compte que le chanteur de KISS est un ex à elle qu'elle n'avait pas reconnu à cause de son maquillage et du changement de nom. Peter est heureux de savoir qu'elle a couché avec son chanteur préféré et pardonne son impair à Lois. Stewie arrive enfin au studio d'enregistrement mais il se rend rapidement compte du caractère fictif de son monde enchanté. Brian console Stewie en lui donnant l'occasion de déféquer dans les chaussures de l'actrice qui l'a déçu. |                    |                                                                          |                                             |                                                                     |                         |                             |                              |            |
| 49 | 21                 | Faites le mou pas l'équerre Family Guy Viewer Mail #1                    | Pete Michels, Scott Wood, Michael DiMartino | Gene Laufenberg, Seth MacFarlane, Michael Shipley, et Jim Bernstein | 14 février 2002         | Inconnue                    | Inconnue                     | 3ACX12     |
| Brian et Stewie sélectionnent trois scénarios de fans pour l'occasion. - Aucun os à ce sujet (No Bones About It) : Peter découvre un génie dans sa bière et obtient trois vœux. Il se retrouve sans os dans son corps, ce qui ruine la vie de sa famille. Peter veut se suicider mais il se retrouve matelas à Hollywood via les égouts. Peter se fait greffer des os venus de sa famille qui ont fait un don d'organe. - Super Griffin (Super Griffins) : Un accident répand des produits toxiques sur la famille qui acquiert des supers pouvoirs. Lois pousse à n'user des pouvoirs qu'au bénéfice des autres mais la situation dégénère rapidement et les Griffin deviennent de véritables tyrans. - Retour à l'enfance (Li'l Griffins) : Peter et sa bande de l'école primaire sont sous le charme de la nouvelle élève de la classe, Lois. Les petites canailles rivalisent de courage pour séduire Lois et passent la nuit dans une maison hantée. |                    |                                                                          |                                             |                                                                     |                         |                             |                              |            |
| 50 | 22                 | L'argent ne fait pas le rôdeur When You Wish Upon a Weinstein            | Dan Povenmire                               | Ricky Blitt                                                         | 9 novembre 2003         | Inconnue                    | Inconnue                     | 2ACX05     |
| Peter se fait embobiner par un vendeur d'assurances et dépense l'argent prévu pour les cas d'urgences alors que Meg a besoin de nouvelles lunettes. Peter cherche à gagner plus d'argent et tente de rencontrer un juif car il les croit automatiquement doués avec l'argent depuis que ses voisins font des économies après s'être adressés à des conseillers financiers. Il rencontre un conseiller juif en panne devant chez lui. Il récupère l'argent de Peter en démontant l'arnaque puérile de l'assureur. Peter le remercie en l'invitant à manger mais sort tellement de préjugés que son conseiller l'entraîne à la synagogue pour refaire son éducation, ce qui n'arrange pas les choses : en entrant dans une synagogue, il déclenche un signal d'alarme dans son ancienne école religieuse et met les nonnes sur le pied de guerre. Peter reste sur ses positions et veut pousser Chris à se convertir au judaïsme pour le rendre bon en maths et riche. Lois est contre mais Peter le conduit en cachette à Las Vegas pour une bar-mitzvah express. Lois torture Brian au sifflet à ultrasons pour qu'il lâche l'information et accourt au Nevada en quatrième vitesse et interrompt la cérémonie à temps. Peter réalise sa stupidité mais Lois n'a pas le temps de le punir qu'il est passé à tabac par les religieuses de son ancienne école qui lui font passer l'envie de remettre les pieds dans une synagogue. |                    |                                                                          |                                             |                                                                     |                         |                             |                              |            |

## Invités spéciaux
- NSYNC
- Britney Spears